# Радошовце (окръг Търнава)
Радошовце (на словашки: Radošovce) е село в окръг Търнава, Търнавски край, западна Словакия. Населението му е 388 души.
Разположено е на 168 m надморска височина, на 16 km североизточно от град Търнава. Площта му е 7,28  km². Кмет на селото е Мирослав Ременар.